# ラジャ・セン
ラジャ・セン（Raja Sen、1955年11月10日 - ）は、インドの映画監督、映画評論家。西ベンガル州コルカタ出身で、国家映画賞を3回受賞している。

## フィルモグラフィー

### 長編映画
- Damu（1996年）
- Atmiyo Swajan（1999年）
- Chakrabyuhya（2000年）
- Desh（2002年）
- Debipaksha（2004年）
- Krishnakanter Will（2007年）
- Tinmurti（2009年）
- Laboratory（2010年）
- Moubone Aaj（2011年）
- Colonel（2012年）
- Maya Mridanga（2016年）

### ドキュメンタリー
- Filmmaker for Freedom
- Subhas Mukhopadhyay
- Suchitra Mitra
- Sambhu Mitra
- Jyotirmoyee Devi
- Alkaap
- Itihasher Kolkata
- Samaresh Basu
- Rosogolla

### テレビシリーズ
- Kolkata Kolkata
- Adarsha Hindu Hotel
- Subarnalata
- Samparka
- Arogya Niket
- Anirban
- Anjuman
- Streeash Charitram
- Tarasankarer Chhoto Galpo

## 受賞歴
- 国家映画賞 芸術・文化映画賞（英語版）：『Suchitra Mitra』（1993年）
- 国家映画賞 児童映画賞（英語版）：『Damu』（1997年）[2]
- 国家映画賞 家族福祉に関する映画賞（英語版）：『Atmiyo Swajan』（1999年）